# Funaria ramulosa
Funaria ramulosa là một loài Rêu trong họ Funariaceae. Loài này được (Hampe) Paris mô tả khoa học đầu tiên năm 1896.